# Carlos Ezquerra
Carlos Sánchez Ezquerra (Ibdes, Saragossa; 12 de novembre de 1947-1 d'octubre de 2018) qui també va signar com a L. John Silver, va ser un dibuixant d'historietes espanyol. Treballava principalment per al mercat britànic, havent estat el cocreador de Judge Dredd.

## Biografia
Durant els anys setanta, Ezquerra va treballar per Battle Picture Weekly dibuixant sèries com Rat Pack, Major Eazy i El Mestís.
Per a la revista 2000 AD va crear l'aparença visual de personatges, ciutats i tecnologies del Judge Dredd de John Wagner. Malgrat això, la seva primera historieta de la sèrie va ser esbiaixada per l'editor Pat Mills en favor d'una història encarregada a un altre equip creatiu, i no va aparèixer fins a anys després a un anual. Aquests i altres problemes van conduir a Ezquerra a deixar 2000 AD per tornar a Battle Picture Weekly l'any 1977.
Carlos Ezquerra i John Wagner també van crear Strontium Dog per Starlord el 1978. La sèrie continuaria més tard en 2000 AD quan Starlord va tancar. Altres de les seves sèries per 2000 AD són Fiends of the Eastern Front i les adaptacions de les novel·les Stainless Steel Rat d'Harry Harrison. Més tard, reprendria Judge Dredd en la saga èpica Apocalypse War, tornant a aquesta sèrie i Strontium Dog de tant en tant.
Ezquerra va col·laborar també amb el guionista Garth Ennis en Bloody Mary, Adventures in the Rifle Brigade, War Stories, un anual de Hitman amb Steve Pugh, i dos especials de Predicador —les miniseries The Good Old Boys i The Saint of Killers miniseries— per a DC Comics, i Just a Pilgrim per Black Bull Entertainment.
En 2009 el seu fill Héctor va entintar el seu treball al llapis per Strontium Dog: Blood Moon.

## Obra

### Còmics
- Rat Pack (amb Gerry Finley-Day, en Battle Picture Weekly, 1975, recopilat en Volume 1, 128 pàgines, Titan Books, 09/2010, ISBN 1-84856-035-4)
- Major Eazy (amb Alan Hebden, en Battle Picture Weekly, 1976–1978, recopilat en Volume 1, 120 pàgines, Titan Books, 11/2010, ISBN 1-84856-441-4)
- El Mestís (amb Alan Hebden, en Battle Picture Weekly, 1977)

- Judge Dredd:
  - "Krong" (amb Malcolm Shaw, en 2000 AD #5, 1977)
  - "Robot Wars" (amb John Wagner, en 2000 AD #10, 1977)
  - "The Apocalypse War" (amb John Wagner/Alan Grant, en 2000 AD #245-270, 1982)
  - Judge Dredd (en 2000 AD #279-72, 275-77, 281-88, 291-94 & 296-97, 1982)
  - Judge Dredd (en 2000 AD #309-314, 319-321 & 331-334, 1983)
  - "The Man Who Knew Too Much" (amb John Wagner/Alan Grant, en 2000 AD #438-39, 1985)
  - "By Lethal injection" (amb John Wagner, en 2000 AD #669-670, 1990)
  - "Rights of Succession" (amb John Wagner, en 2000 AD #671, 1990)
  - "Dear Annie" (amb John Wagner, en 2000 AD #672-673, 1990)
  - "Necropolis" (amb John Wagner, en 2000 AD #674-699, 1990)
  - "Death Aid" (amb Garth Ennis, en 2000 AD #711-715 & #719-720, 1990–1991)
  - "Return of the Keng" (amb Garth Ennis, en 2000 AD #733-735, 1991)
  - "Judgement Day" (amb John Wagner/Garth Ennis, en 2000 AD # 788-799, 1992)
  - "The Taking of Sector One-Two-Three" (amb Garth Ennis, en Judge Dredd Megazene vol. 2 #10-11, 1992)
  - "Christmas with Attitude" (amb Garth Ennis, en 2000 AD #815, 1992)
  - "enferno" (amb Grant Morrison, en 2000 AD #842-853, 1993)
  - Judge Dredd (en 2000 AD # 867-871 & 889-890, 1994)
  - Judge Dredd (en Judge Dredd Megazene vol.2 # 58-62, 1994)
  - Judge Dredd (en 2000 AD # 904-915 & 917-918, 1994)
  - Judge Dredd (en 2000 AD # 951-952 & 955-959, 1995)
  - "The Pit" (amb John Wagner, en 2000 AD #970-977, 1995)
  - Judge Dredd (en 987-989 & 992-999, 1995–1996)
  - "Beyond the Call of Duty" (amb John Wagner, en 2000 AD #1101-1110, 1998)
  - "Sector House" (amb John Wagner, en 2000 AD #1215-1222, 2000)
  - Judge Dredd (en 2000 AD # 1250-1257 & 1260-1261, 2001)
  - "Helter Skelter" (amb Garth Ennis, en 2000 AD #1250-1257 & 1260-1261, 2001)
  - "Leaveng Rowdy" (amb John Wagner, en 2000 AD # 1280, 2002)
  - "The Girlfriend" (amb John Wagner, en Judge Dredd Megazene #4.15, 2002)
  - "Phartz!" (amb John Wagner, en Judge Dredd Megazene #201, 2003)
  - "Sturm und Dang" (amb Gordon Rennie, en Judge Dredd Megazene #211-212, 2003)
  - "Brothers Of The Blood" (amb John Wagner, en 2000 AD #1378-1381, 2004)
  - "The Monsterus Mashenashuns of P.J. Maybe" (amb John Wagner, en Judge Dredd Megazene #231-234, 2005)
  - "Matters Of Life And Death" (amb Gordon Rennie, en 2000 AD # 1452, 2005)
  - "Origins" (amb John Wagner, en 2000 AD # 1505-1519 and 1529–1535, 2006–2007)

- Strontium Dog:
  - Strontium Dog (en Starlord # 1-10, 12-15 & 21-22, 1978)
  - Strontium Dog (en 2000 AD # 86-94 & 104-118, 1978–79)
  - Strontium Dog (en 2000 AD # 178-197, 200-206, 210-221 & 224-233, 1980–81)
  - Strontium Dog (en 2000 AD # 335-345, 350-359 & 363-385, 1983–84)
  - Strontium Dog (en 2000 AD # 416-434, 1985)
  - Strontium Dog (en 1986 2000 AD Annual, 1985)
  - Strontium Dog (en 2000 AD # 445-467 & 469-499, 1985–86)
  - "Bitch" (amb Alan Grant, en 2000 AD #505-529, 1987)
  - Strontium Dog (en 2000 AD #532-536, 1988 2000 AD Annual & # 544-553, 1987)
  - Strontium Dog (en 2000 AD # 560-573, 1988)
  - "The Stone Killers" (amb Alan Grant, en 2000 AD #560-572, 1988)
  - Strontium Dog (en 2000 AD prog 2000, # 1174-1180 & 1195-1199, 1999–2000)
  - Strontium Dog (en 2000 AD Prog 2001, 2000)
  - Strontium Dog (en 2000 AD # 1300-1307, 2002)
  - Strontium Dog (en 2000 AD # 1350-1358, 2003)
  - Strontium Dog (en 2000 AD # 1400-1403 & 1406-1415, 2004)
  - Strontium Dog (en 2000 AD Prog 2006 & # 1469-1472, 2005–06)

- Rick Random (en 2000 AD #118, 1979)

- Tharg the Mighty:
  - A Day en the Life of the Mighty Tharg (en 2000 AD #129, 1979)
  - Tharg The Mighty (en 2000 AD # 145-46, 1979)
  - Tharg the Mighty (en 2000 AD # 155 & 162, 1980)
  - Tharg the Mighty (en 2000 AD # 176-77 & 180-82, 1980)
  - Tharg the Mighty (en 2000 AD # 304, 1983)
  - Tharg the Mighty (en 2000 AD # 435-36, 1985)
  - Tharg the Mighty (en 2000 AD # 443, 1985)
  - Tharg the Mighty (en 2000 AD Winter Special # 3, 1990)

- ABC Warriors (amb Pat Mills):
  - "Golgatha" (en 2000 AD #134-136, 1979)
  - "The Shadow Warriors Book I" (en 2000 AD #1336-1341, 2003)

- The Stainless Steel Rat (amb Kelven Gosnell, tpb, 208 pàgines, 07/2010, ISBN 1-906735-51-4):
  - "The Stainless Steel Rat" (en 2000 AD #140-151, 1979–1980)
  - "The Stainless Steel Rat Saves the World" (en 2000 AD #166-177, 1980)
  - "The Stainless Steel Rat for President" (en 2000 AD #393-404, 1984–1985)

- Fiends of the Eastern Front: "Fiends of the Eastern Front" (amb Gerry Fenley-Day, en 2000 AD #152-161, 1980, tpb, ISBN 1-904265-64-2)

- Third World War (amb Pat Mills):
  - "Hamburger Lady" (en Crisi #1-2, 1988)
  - "Sell out" (en Crisi #13-14, 1989)
  - "Back en Babylon" (en Crisi #17, 1989)
  - Untitled (en Crisi #18, 1989)
  - "All about Eve" (en Crisi #20-21, 1989)

- Anderson: Psi Division: "The Random Man " (amb Alan Grant, en 2000 AD #657-659, 1989)

- Durham Xarxa (amb Alan Grant):
  - "Island of the Damned" (en 2000 AD #762-773, 1991)
  - "The Golden Mile" (en 2000AD Yearbook 1993)

- Al's Baby (amb John Wagner):
  - Al's Baby (en Judge Dredd Megazene vol.1 # 4-15 1991)
  - Al's Baby (en Judge Dredd Megazene vol.2 # 16-24 1992-93)
  - Al's Baby (en 2000 AD # 1034-1044, 1997)

- Armageddon: "The Bad Man" (en Judge Dredd Megazene vol.2 # 1-7, 1992)

- Purgatory (amb Mark Miler, en 2000 AD #834-841, 1993)

- Janus: Psi-Division: "Will o' the Wisp" (amb Grant Morrison, en 2000 AD Wenter Special 1993, 1993)

- Bob, the Galactic Bum (amb Alan Grant\John Wagner, miniserie de 4 nombres, DC, 1995)

- Bloody Mary (amb Garth Ennis, Vertigo, tpb, 2005 ISBN 1-4012-0725-1):
  - "Bloody Mary" (DC/Helix, miniserie de 4 nombres, 1996)
  - "Bloody Mary: Lady Liberty" (DC/Helix, miniserie de 4 nombres, 1998)

- Hitman (amb Garth Ennis, en Pulp Heroes Annual #1, DC Comics, 1997)

- Preacher
- Mara Jade: By the Emperor's Hand (amb Timothy Zahn i Michael A. Stackpole, Dark Horse, tpb recopila Star Wars: Mara Jade - By The Emperor's Hand #1-6, 1999 ISBN 1-56971-401-0)

- Adventures en the Rifle Brigade (amb Garth Ennis, tpb recopila ambdues miniseries, 2004: ISBN 1-4012-0353-1): 
  - "Adventures in the Rifle Brigade" (Vertigo, miniserie de 3 nombres, 2000)
  - "Operation Bollock" (Vertigo, miniserie de 3 nombres, 2001)

- Just a Pilgrim (amb Garth Ennis):
  - Just a Pilgrim (Black Bull, 5 nombres, 2001, tpb, 2001 ISBN 1-84023-377-X)
  - Just a Pilgrim: Garden of Eden (Black Bull, 4 nombres, 2002, Trade paperbacktpb, 2003 ISBN 1-84023-590-X)

- The Scarlet Apocrypha: "Xarxa Menace" (amb Dan Abnett, en Judge Dredd Megazene #4.17, 2002)

- Cursed Earth Koburn (amb Gordon Rennie):
  - "Kuss Hard" (en Judge Dredd Megazene #221-223, 2004)
  - "Burial Party" (en Judge Dredd Megazene #228, 2005)
  - "The Assizes" (en Judge Dredd Megazene #239, 2005)
  - "Malachi" (en Judge Dredd Megazene #240-144, 2006)

- The Authority (amb Garth Ennis):
  - The Magnificent Keven (DC/Wildstorm, 5 nombres, 2005, Trade paperback, 2006 ISBN 1-4012-0990-4)
  - A Man Called Kev (miniserie de 5 nombres, 2006)

#### Recopilacions
Una mica del seu treball per Dredd i Cursed Earth Koburn ha estat recopilat en un volum:
- Judge Dredd: Carlos Ezquerra Collection (224 pàgines, Rebellion, ISBN 1-905437-35-8)

### Joguines
Dibuix igualment els 4 models de X-Ploratron:
- Corgi Model Number 2022; "X4 Scanotron"
- Corgi Model Number 2023; "X1 Rocketron"
- Corgi Model Number 2024; "X2 Lasertron"
- Corgi Model Number 2026; "X3 Magnetron"